# Glaciar San Rafael
El glaciar San Rafael es uno de los mayores glaciares de los Campos de Hielo Norte, en la Patagonia chilena. Alimenta a la laguna San Rafael y, a través de ésta, desagua en el canal Moraleda. Es el glaciar que alcanza el nivel del mar más cercano al ecuador terrestre.

## Características
El inventario público de glaciales de Chile 2022 consigna un glaciar San Rafael A con una superficie de 711 km² y un glaciar San Rafael B de 0,095 km². El B está ubicado al borde occidental del A y casi en el límite norte de la lengua del A que cae a la laguna San Rafael. Para el mayor de ambos consiga los siguientes valores:
- Id del objeto : 7997
- Id:0
- Código: CL111440173A
- Nombre:	SAN RAFAEL A
- Clasificación:	GLACIAR EFLUENTE
- Àrea (km²): 710.981
- Región: AYSÉN DEL GENERAL CARLOS IBAÑEZ DEL CAMPO
- Provincia:	AYSÉN
- Comuna: AYSÉN
- Datum:	WGS 84
- Huso:	19 SUR
- Norte: 4816895
- Este:	153062
- Fuente: LANDSAT OLI
- Fecha de fuente:	16/04/2017
- Inve_fecha:	2019
- Cuenca hidrográfica: Cuencas costeras e islas entre el río Aysén, el río Baker y el canal General Martínez
- Código de cuenca: 114
- Código de la subcuenca:1144
- Código de la subsubcuenca: 11440
- Macrozona glacial:	MACROZONA AUSTRAL
- CH_CASQ:	CHN
- Cubierto:
- Latitud:	46° 42' 56.126" S
- Longitud: 73° 32' 23.623" W
- Perímetro: 372.420
- Orientación:	S
- Altitud media (m s. n. m.): 1441.8
- Altitud máxima (m s. n. m.): 4015.0
- Altitud mínima: 0.0
- Pendiente:	7.2
- Espesor medio: 297.1
- Fórmula de cálculo para el espesor medio: CHEN & OHMURA 1990
- Volumen (km³):	211.260
- Equivalencia en agua (km³): 179.571
- WGI 1:	4
- WGI 2:	2
- WGI 3:	4
- Frente: TIERRA
- Resolución de imagen:	15.00
- Error:	5.586

## Historia
La vista del glaciar San Rafael es tan impresionante que algunos deducen de la ausencia de comentarios sobre ese tema en los escritos de John Byron sobre su travesía tras el hundimiento y el Motín del HMS Wager, que su partida utilizó no el río Témpanos, sino el lago Presidente Ríos para navegar hacia el norte hasta Chiloé. Posteriormente, durante la colonia, fue explorado por diferentes misiones, ya sea en intentos de evangelizazión católica, búsqueda de la Ciudad de los Césares, búsqueda de posibles asentamientos ingleses o exploraciones geográficas.
En 1871 fue visitado por Simpson en la cañonera Magallanes. Desde entonces su frente ha retrocedido 10 km.